# Brzezinka (Gliwice)
Brzezinka (deutsch Brzezinka, 1935–1945 Birkenau O.S.) ist ein westlicher Stadtteil von Gliwice (Gleiwitz) in Polen.

## Geographie
Der Ort befindet sich etwa acht Kilometer nordwestlich des Stadtzentrums von Gliwice und knapp fünf Kilometer von der nächsten Eisenbahnstation in Łabędy (Laband) entfernt. An der westlichen Peripherie von Brzezinka führt die Trasse Autostrada A4 vorbei.

## Geschichte

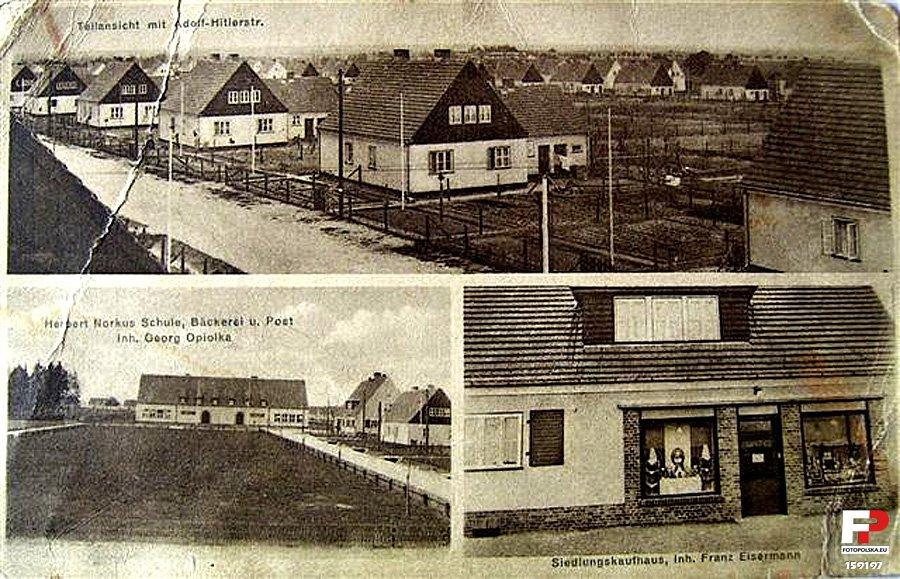
Siedlung aus den 1930er Jahren

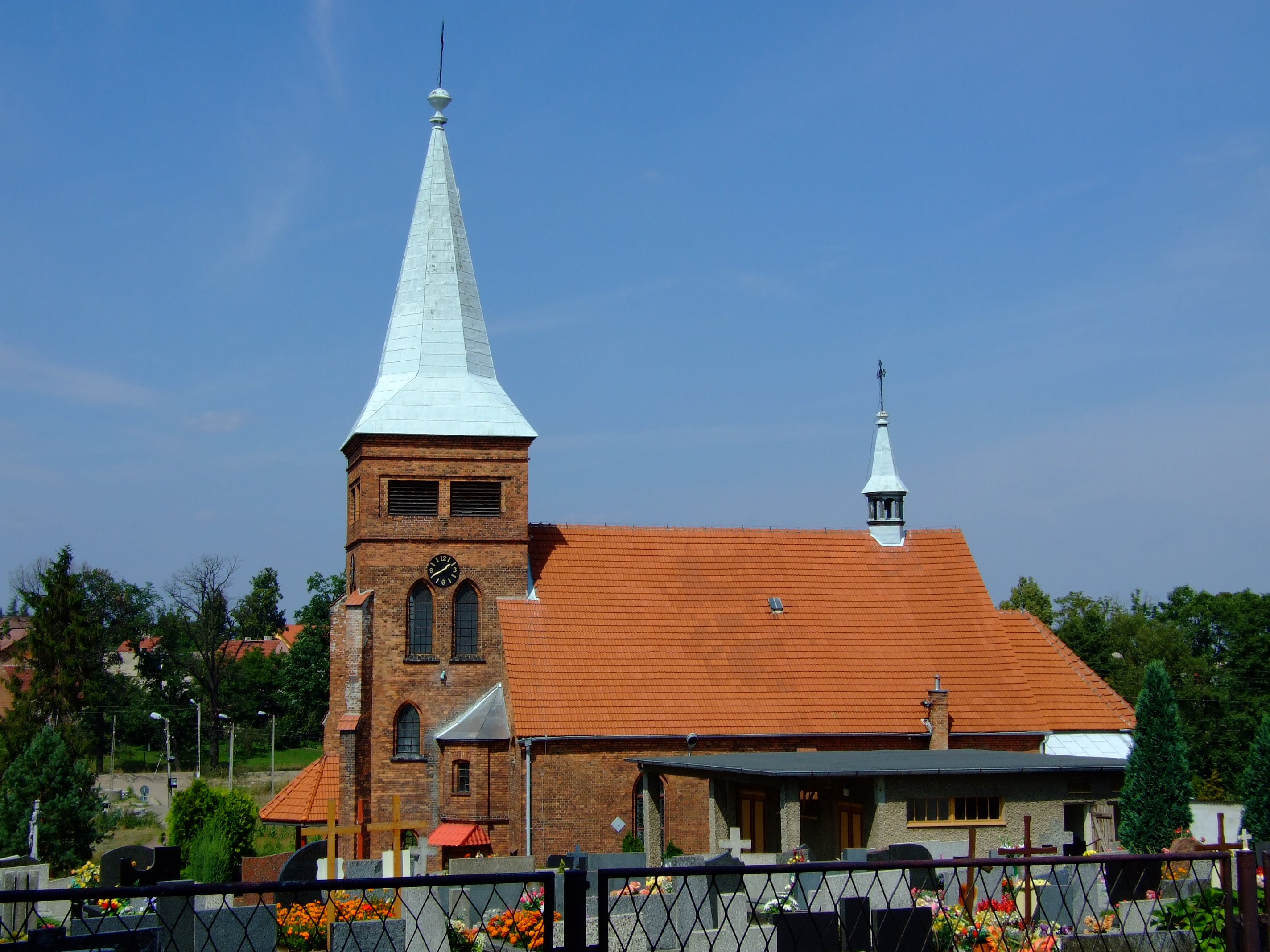
Hedwigkirche

Der Ort entstand spätestens im 14. Jahrhundert und wurde im Jahr 1376 erstmals urkundlich erwähnt. Von 1550 bis 1719 waren das Dorf und das Rittergut im Besitz der Familie von Zmeskal. Noch heute zeigt das Gleiwitzer Museum im Piasten-Schloss die aus der Kirche von Brzezinka stammende große Grabtafel der Zuzanna Zmeskalowa aus dem Jahr 1644 mit polnischer Inschrift.
Von 1719 bis 1725 gehörten Dorf und Gut dem Christoph Heinrich Pesta, anschließend erbte es dessen Ehefrau, die beides im Jahr 1731 an Georg Josef und Feliziana von Gusnar verkaufte. Im Jahr 1746 ging Brzezinka in das Eigentum der Geschwister Gellari über, spätere Eigentümer waren u. a. von 1752 bis 1774 die vielfachen Gutsbesitzer Georg Gotthard von Holly und Ponientzietz, Marschkommissar des Landkreises Lublinitz und 1786 auch Kreisdeputierter des Landkreises Tost, und dessen Sohn Traugott von Holly und Ponientzietz (1751–1828), der fast alle seine Güter und Dörfer verkaufte.
Der Ort wurde 1783 im Buch Beytrage zur Beschreibung von Schlesien als Brzezinke erwähnt, lag im Landkreis Tost des Fürstentums Oppeln und hatte 216 Einwohner, 28 Bauern, 13 Gärtner, sechs Häusler und zwei Vorwerke, eine katholische Kirche und eine Schule. Im Jahr 1785 gehörten Dorf und Gut dem Heinrich von Bünau, danach dem 1770 in den preußischen Adelsstand erhobenen Offizier Felix Friedrich von Stümer (1789), Gottlieb von Strzidowsky (1795) und schließlich einem Freiherrn von Chambres (1799). 1818 wurde der Ort als Brzezinka erwähnt. 1865 bestand Brzezinka aus einem Dorf und einem Rittergut. Das Dorf hatte 20 Bauernstellen, vier Halbbauern, 15 Gärtner und 14 Häusler. Die katholische Schule hatte 130 Schüler aus Brzezinka und aus Ellguth von Gröling.
Im Jahr 1908 gehörten eine Fasanerie und eine Försterei zum Rittergut. Zu dieser Zeit gab es im Ort eine katholische Kirche, ein Amtsgericht sowie ein Postamt. Die Gemeinde gehörte damals zum Amtsbezirk Schloß Kieferstädtel. Am 1. Dezember 1910 lebten in Brzezinka 1.016 Einwohner im Dorf und 91 auf dem Rittergut, insgesamt 1.107 Personen. Bei der Volksabstimmung in Oberschlesien am 20. März 1921 stimmten vor Ort 152 Wahlberechtigte für einen Verbleib Oberschlesiens bei Deutschland und 452 für eine Zugehörigkeit zu Polen. Brzezinka verblieb nach der Teilung Oberschlesiens beim Deutschen Reich. Im Jahr 1933 hatte die Gemeinde im Landkreis Tost-Gleiwitz 1.167 Einwohner, sechs Jahre später waren es schon 2.406. 1935 wurde der Ort im Zuge einer Welle von Ortsumbenennungen der NS-Zeit in Birkenau umbenannt. Ab 1935 war für Brzezinka das Amtsgericht in Gleiwitz zuständig. Bis 1945 befand sich der Ort im Landkreis Tost-Gleiwitz.
1945 kam der bis dahin deutsche Ort unter polnische Verwaltung und wurde anschließend der Woiwodschaft Schlesien angeschlossen und ins polnische Brzezinka umbenannt. 1950 kam der Ort zur Woiwodschaft Kattowitz. 1975 wurde Brzezinka vom aufgelösten Powiat Gliwicki nach Gliwice eingemeindet. 1999 kam der Ort zur neuen Woiwodschaft Schlesien.

## Bauwerke und Sehenswürdigkeiten
- Die Hedwigkirche

## Wirtschaft
Im 19. Jahrhundert gab es in Brzezinka das Steinkohle-Bergwerk „Wilhelm Deutscher Kaiser“, das im Zuständigkeitsbereich des Oberbergamtsbezirks Breslau lag. Das Bergwerk gehörte den Fürsten Hohenlohe-Oehringen und ging in die 1905 gegründete „Hohenlohe-Werke Aktiengesellschaft“ ein. Seit 1996 wurde östlich des Stadtteiles die Wirtschaftssonderzone Katowicka Specjalna Strefa Ekonomiczna eingerichtet.